# Малая Иша
Малая Иша́ — река в России, протекает по Майминскому и Чойскому районам Республики Алтай. Устье реки находится в 113 км от устья реки Иши по левому берегу. Длина реки составляет 53 км, площадь водосборного бассейна — 562 км².

## Бассейн
- Карасуков
- 7 км: Уба
- Ашпанак
- Высельская Уба
- Сафроновская Уба
- 16 км: Учек
  - 11 км: Карым
- Первая Уба
- 19 км: Паспаул
  - Кедровка
- Новоселов
- Адыбан
  - Малый Адыбан
- Карагаля
- Масталюзек
- Салганда
- Ургуна
- Большой Чарбай

## Данные водного реестра
По данным государственного водного реестра России относится к Верхнеобскому бассейновому округу, водохозяйственный участок реки — Катунь, речной подбассейн реки — Бия и Катунь. Речной бассейн реки — (Верхняя) Обь до впадения Иртыша.